# Medalla Wilhelm Exner
La medalla Wilhelm Exner és atorgada per l'Associació de la indústria austríaca, Österreichischer Gewerbeverein (ÖGV), per l'excel·lència en recerca i ciència, des de 1921.

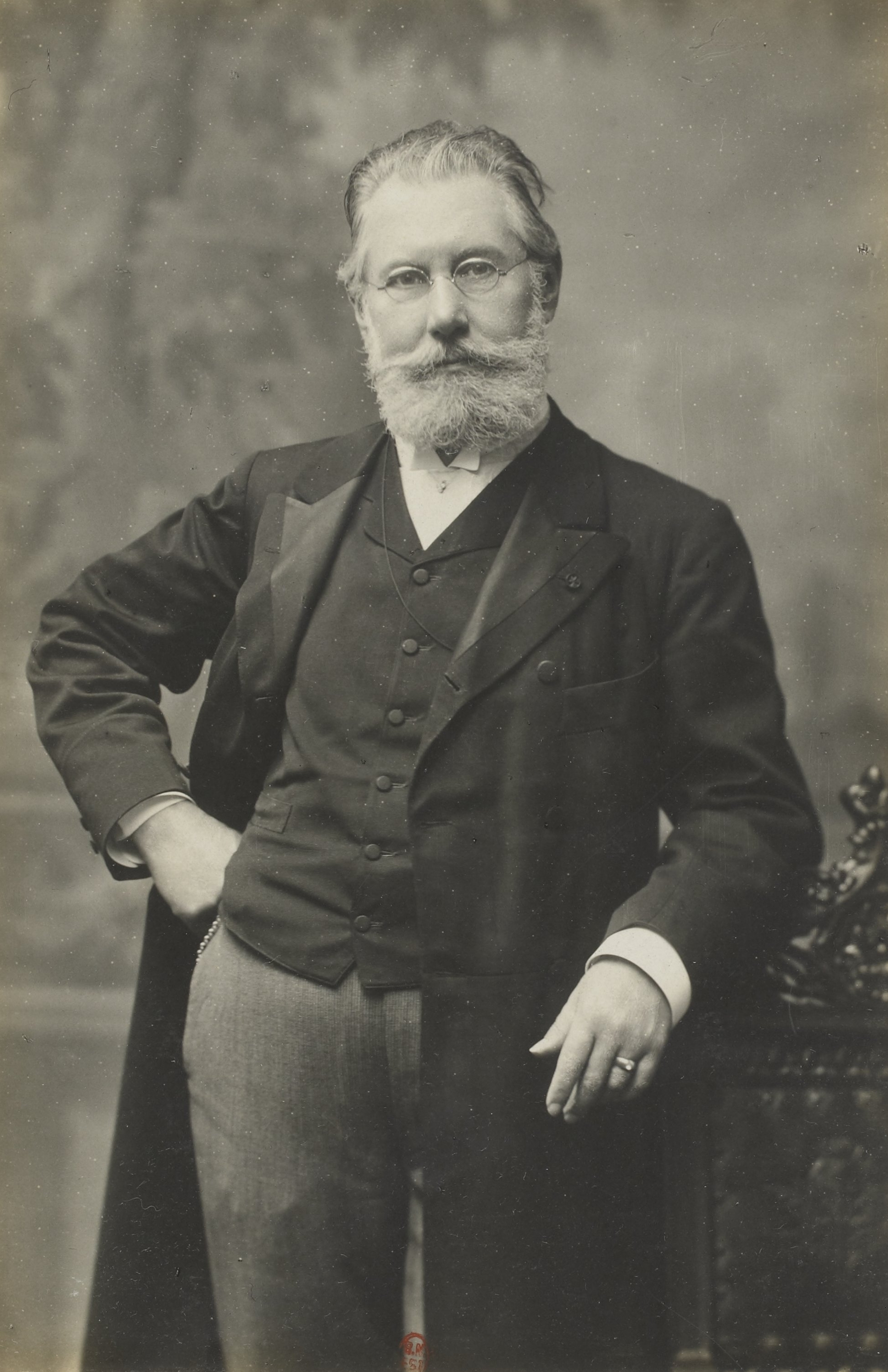
Wilhelm Exner

La medalla està dedicada a Wilhelm Exner (1840–1931), antic president de l'Associació, que va inicialitzar la cambra de comerç d'Àustria, el Museu Tècnic de Viena i l' Exposició Universal de Viena. Segons Wilhelm Exner, la combinació de ciència i economia va formar les bases per al creixement econòmic i la riquesa. Wilhelm Exner considerava els canvis radicals en el marc econòmic i social del segle XX com una oportunitat i pretenia abordar els problemes sorgits de manera ofensiva i constructiva. Va representar el liberalisme austríac cosmopolita amb un compromís de modernització i transformació de l'economia, la ciència i la societat. Al llarg de la seva carrera, ha pres diverses iniciatives clau i s'ha implicat ajudant l'economia i els negocis.
La medalla Wilhelm Exner s'atorga a científics i investigadors que han tingut un impacte directe en les empreses i la indústria a través dels seus assoliments i contribucions científiques. El premi es va crear per homenatjar el 60è aniversari de l'associació de Wilhelm Exner amb ÖGV. La selecció del científic a ser honorat té lloc a proposta i consulta dels antics medallistes i és confirmada pel consell de la Fundació Wilhelm Exner i pel consell de l' Associació d'Empresaris d'Àustria.
Des que es va establir la Medalla Wilhelm Exner, més de 230 inventors, investigadors i científics han estat homenatjats, incloent a 21 guardonats amb el Premi Nobel.

## La medalla
La medalla té un diàmetre de 7,5 cm i està feta de bronze. Porta al davant del quadre i la signatura Wilhelm Exner, al dors la inscripció: "Medalla Wilhelm Exner de l'Associació de Comerç Austríac de Viena"; el nom de la persona a la qual es va atorgar la medalla; i l'any del premi.

## Conferències de Wilhelm Exner
Per tal d'honorar els nous medallistes Wilhelm Exner, les Conferències Exner ofereixen un simposi on els científics guardonats presenten els seus temes de recerca actuals. Les conferències complementen la cerimònia festiva de la medalla i ofereixen una oportunitat per reunir la comunitat econòmica i científica. Cada any, l'Associació envia un senyal que la interacció cooperativa entre investigadors i emprenedors és la base de la prosperitat i el creixement.

## Destinataris
Font: Fundació Medalla Wilhelm Exner

### Dècada de 2020
- Katalin Karikó i Luisa Torsi (conjuntament), 2021[7][8]

### Dècada de 2010
- Joseph M. DeSimone, 2019
- Gregor Weihs, 2018
- Thomas Jennewein, 2018
- Zhenan Bao, 2018
- A. Paul Alivisatos, 2018
- Fabiola Gianotti, 2017
- Chad Mirkin, 2017
- Emmanuelle Charpentier, 2016
- Gero Miesenböck, 2016
- Stefan Hell, 2016
- Johann Eibl, 2016
- Sir Gregory Winter, 2015
- Thomas J.R. Hughes, 2014
- Joseph M. Jacobson, 2013
- Heinz Redl, 2013
- Ted Hänsch, 2012
- Robert Langer, 2012
- Friedrich Prinz, 2012
- Michael Grätzel, 2011
- Manfred Eigen, 2011
- Bertil Andersson, 2010
- Ada Yonath, 2010

### anys 2000
- Sir Alan Fersht, 2009
- Christian Wandrey, 2009
- Zdenek Bazant, 2008
- Wolfgang Knoll, 2008
- Wolfgang L. Zagler, 2007
- Peter Palese, 2007
- Shuguang Zhang, 2006
- Hannes Bardach, 2006
- Jan Egbert de Vries, 2005
- Hermann Kopetz, 2005
- Anton Zeilinger, 2005
- Meir Wilchek, 2004
- Andreas Ullrich, 2004
- Helmut List, 2003
- Hans Sünkel, 2003
- Dietrich Kraft, 2003
- Hermann Katinger, 2002
- Ferdinand Piëch, 2002
- Andreas Plückthun, 2002
- Georg Brasseur, 2001
- Friedrich Dorner, 2001
- Artur Doppelmayr, 2001
- Rudolf Rigler, 2000
- Heinz Saedler, 2000
- Heinz Brandl, 2000

### Dècada de 1990
- Peter Schuster, 1999
- Henry Baltes, 1999
- Gottfried Konecny, 1999
- Uwe B. Sleytr, 1998
- Heinz W. Engl, 1998
- Heiner Ryssel, 1998
- Klaus Pinkau, 1997
- Hans A. Leopold, 1997
- Charles Weissmann, 1997
- Ingeborg Hochmair-Desoyer, 1996
- Herbert Mang, 1996
- Heinrich Klaus Peter Ursprung, 1996
- Bengt Gustaf Rånby, 1996
- Jozef Stefaan Schell, 1995
- Gottfried Biegelmeier, 1995
- Bruno Buchberger, 1995
- Siegfried Selberherr, 1994
- Max L. Birnstiel, 1994
- Josef Singer, 1994
- Hellmut Fischmeister, 1993
- Hans Junek, 1993
- Aladar Szalay, 1993
- Willibald Riedler, 1992
- Peter Komarek, 1992
- Karl Hermann Spitzy, 1992
- Michael J. Higatsberger, 1991
- Karl Schlögl, 1991
- Herwig Schopper, 1991
- Takeo Saegusa, 1990
- Karl Kraus, 1990
- Gernot Zippe, 1990

### Dècada de 1980
- Hubert Bildstein, 1988
- Helmut Zahn, 1988
- Gyözö Kovács, 1988
- Reimar Lüst, 1987
- Otto Vogl, 1987
- Karl Alexander Müller, 1987
- Plantilla:Viktor Gutmann (chemist), 1986
- Horst Dieter Wahl, 1986
- Gerhard Dorda, 1986
- Helmut Rauch, 1985
- Heinz Maier-Leibnitz, 1985
- Ernst Fiala, 1985
- Karl Rinner, 1984
- Egon Schubert, 1984
- Adolf Birkhofer, 1984
- Walter Heywang, 1983
- Kurt Magnus, 1983
- Ernst Brandl, 1983
- Sir Stanley Hooker, 1982
- Hendrik Brugt Gerhard Casimir, 1982
- Edmund Hlawka, 1982
- Josef Schurz, 1981
- Anton Pischinger, 1981
- Adriaan van Wijngaarden, 1981
- Willem Johan Kolff, 1980
- Otto Hittmair, 1980
- Günther Wilke, 1980
- Ernst Fehrer, 1980

### Dècada de 1970
- Winfried Oppelt, 1979
- Ferry Porsche, 1979
- Christian Veder, 1979
- Alfred Kastler, 1979
- Max Auwärter, 1978
- Hans Tuppy, 1978
- Friedrich Ludwig Bauer, 1978
- Viktor Hauk, 1977
- Hans Scherenberg, 1977
- Fritz Paschke, 1977
- Erwin Plöckinger, 1977
- Theodor Wasserrab, 1976
- Ferdinand Steinhauser, 1976
- Ferdinand Beran, 1976
- Ladislaus von Rabcewicz, 1975
- Klaus Oswatitsch, 1975
- Herbert Döring, 1975
- August F. Witt, 1975
- Sir Godfrey Newbold Hounsfield, 1974
- Siegfried J. Meurer, 1974
- Roland Mitsche, 1974
- Peter Klaudy, 1974
- Richard Kieffer, 1973
- Otto Kraupp, 1973
- Otto Hromatka, 1973
- Guido Peter Pirquet, 1973
- Bruno Kralowetz, 1973
- Heinz Zemanek, 1972
- Eberhard Spenke, 1972
- Willibald Jentschke, 1971
- Karl Ziegler, 1971
- Hans List, 1971
- Sir Alastair Pilkington, 1970
- Otto Kratky, 1970
- Herbert Trenkler, 1970
- Charles Hard Townes, 1970

### Dècada de 1960
- Wolfgang Gröbner, 1969
- Wernher von Braun, 1969
- Philip Weiss, 1969
- Konrad Zuse, 1969
- Hermann Oberth, 1969
- Hans Nowotny, 1969
- Richard Kwizda, 1968
- Leopold Küchler, 1968
- Adolf Leonhard, 1968
- Sir William Penney, 1967
- Max Ferdinand Perutz, 1967
- Karl V. Kordesch, 1967
- Sir Henry Charles Husband, 1966
- Fritz Wessely, 1966
- Fritz Stüssi, 1966
- Fritz Regler, 1965
- Adolf Slattenschek, 1965
- Adolf Pucher, 1965
- William Shockley, 1963
- Philip Sporn, 1963
- Eduard Justi, 1963
- Theodore von Kármán, 1962
- Franz Patat, 1962
- Albert Caquot, 1962
- Sir John Douglas Cockcroft, 1961
- Rudolf Vogel, 1961
- Paul Harteck, 1961
- Sir Howard Walter Florey, 1960
- Lise Meitner, 1960
- Eugène Freyssinet, 1960

### Dècada de 1950
- Richard Joseph Neutra, 1959
- Reinhard Straumann, 1959
- Carl Wagner, 1959
- Otto Hahn, 1958
- Sir Alexander Fleck, 1957
- Pier Luigi Nervi, 1957
- Josef Mattauch, 1957
- Fritz Feigl, 1957
- Erika Cremer, 1957
- Erich Schmid, 1957
- Sir Christopher Hinton, 1956
- Johann Arvid Hedvall, 1956
- Heinrich Sequenz, 1956
- Franz Holzinger, 1956
- Paul Schwarzkopf, 1955
- Ferdinand Campus, 1955
- Bernhard Moritz Gerbel, 1955
- Gustav Hüttig, 1954
- Geoffrey Taylor, 1954
- Eduardo Torroja, 1954
- Berta Karlik, 1954
- Karl Girkmann, 1953
- Hans Lieb, 1953
- Richard Johann Kuhn, 1952
- Gustav Adolf Schwaiger, 1952
- Ludwig Prandtl, 1951
- Karl Holey, 1951
- Eduard Heinl, 1951

### Dècada de 1940
- Sense premi per raó de la Guerra

### Dècada de 1930
- Sir Harold Hartley, 1937
- Friedrich Bergius, 1937
- Ernst Späth, 1937
- Lord Ernest Rutherford of Nelson, 1936
- Franz Joseph Emil Fischer, 1936
- Ferdinand Porsche, 1936
- Wolf Johannes Müller, 1935
- Arne Frederic Westgren, 1935
- Hermann F. Mark, 1934
- Guglielmo Marconi, 1934
- Otto Waldstein, 1932
- Friedrich Ignaz von Emperger, 1932
- Carl Bosch, 1932
- Rudolf Saliger, 1931
- Carl Hochenegg, 1931
- Johannes Ruths, 1930
- Johann Kremenezky, 1930
- Hermann Michel, 1930

### Dècada de 1920
- Paul Ludwik, 1929
- Fritz Haber, 1929
- Mirko Gottfried Ros, 1928
- Friedrich Gebers, 1928
- Hugo Junkers, 1927
- Heinrich Mache, 1927
- Michael Hainisch, 1926
- Georg Wilhelm Graf von Arco, 1926. El nom de la ciutat Arco, Idaho en honor seu.
- Ernst Krause, machine tools & trade associations, 1926
- Rudolf Halter, 1925
- Carl Julius von Bach, 1924
- Wilhelm Ostwald, 1923
- Rudolf Wegscheider, 1923
- Josef Maria Eder, 1923
- Hubert Engels, 1923
- Alfred Collmann, 1923
- Carl Paul Gottfried von Linde, 1922
- Wilhelm Exner, 1921
- Oskar von Miller, 1921
- Carl Auer von Welsbach, 1921